# HK-47 (星際大戰)
HK-47是在電子遊戲星際大戰：舊共和國武士，星際大戰舊共和國武士II：西斯領主還有星際大戰：舊共和國中登場的機器人角色。角色配音由克李斯多·佛塔波瑞擔任。

## 創造
一位Bioware的開發人員在Bioware的論壇中說明了HK-47這個名字是對其公司之前的一個作品：超鋼戰神（Shattered Steel）中的船艦致敬。不過，星際大戰：舊共和國武士的作家Drew Karpyshyn說明了HK-47這個名字是源自他的撞球隊伍，而此名是以步槍AK-47為靈感而來。

## 登場
在星際大戰：舊共和國武士中，玩家在星球塔圖因購買HK-47。對白說明了HK-47的創造者是瑞文。HK-47將碳基生物都稱呼為「肉袋（meatbags）」。
在星際大戰舊共和國武士II：西斯領主中，一開始HK-47呈現了壞掉的狀態，玩家須從其他壞掉的機器人蒐集零件以維修HK-47。在星際大戰舊共和國武士II：西斯領主的對白裡說明了瑞文使用HK-47來殺害一些殘障和弱小的人。
HK-47在星際大戰：舊共和國中以關卡頭目和在一個60等的關卡的小頭目的形式出現。

## 推廣和獎項
HK-47是在Champions of the Force（暫譯：原力的王者）系列中其中一個的可動模型
。
在2004年的遊戲開發者選擇獎中，HK-47贏得了遊戲原創角色（現已停辨）的獎項.。HK-47同時也贏得了電腦遊戲世界的年度非玩家角色獎項。GameSpot的其中一位評論員說HK-47是在2003年最冷酷的角色之一。也說HK-47可能是在星際大戰中最原創的角色。 Gamesrader說HK-47是在最為人設想的角色中的第三位。把它稱為歡喜的欣狂，還說HK-47是在星際大戰：舊共和國武士系列最突出的角色。IGN則把HK-47列為星際大戰最偉大英雄中的第13位。GameDaily的其中一位評論員羅伯特·和文（英語：Robert Workman）說HK-47是他其中一位在星際大戰遊戲中喜愛的角色。Gamedaily的克里斯·布發（英語：Chris Buffa ）對於的尊敬和價值把HK-47列在頭25名電子遊戲機器人角色
的其中一位。UGO Networks把HK-47列在星際大戰擴展宇宙的頭50名角色，特別指明了是HK-47諷刺的人格和在眾多機器人的突出。 GamesRader 把HK-47列在十年來頭25位新角色的其中一位。指指它在星際大戰：舊共和國武士的描述是在眾多星際大戰媒體中最精彩的一個，還說HK-47是在星際大戰：舊共和國武士最令人想起的角色之一.。